# هیثم بن عدی
ابوعبدالرحمان، هیثم بن عُدَی طایی (۷۴۷–۸۲۴م) زبان‌شناس، نویسنده و محدث عراقی در سدهٔ دوم هجری بود. او به منصور، مهدی و هارون‌الرشید پیوست، هم‌نشین شد و سرگذشتشان را روایت نمود. علمای حدیث او را در موثق نمی‌دانند. از سوی هارون‌الرشید مدت بسیاری برای موضوعی دربارهٔ ازدواجش زندانی شد.

## آثار
- هبوط آدم و افتراق العرب
- نزول العرب بخراسان و السواد
- بیوتات العرب
- المثالب الکبیرة
- المُعَمِّرین
- نسب طیء
- الدولة
- تاریخ العجم و بنی‌أمیه
- تاریخ الاشراف الکبیر
- اخبار زیاد بن ابیه
- خِطط الکوفة
- النساء
- فخر أهل الکوفه علی أهل البصره
- قضاء الکوفه و البصره
- أخبار حسن بن علی
- التاریخ
- الصوائف
- الخوارج
- النوادر
- مقطعات الأعراب
- أخبار الفرس